# Lockheed Vega
Lockheed Vega byl jednomotorový samonosný hornoplošník s pevným podvozkem, zkonstruovaný a zalétaný v nově vzniklé firmě Lockheed Aircraft Company roku 1927 (firma byla založena v prosinci 1926). Díky svým ve své době mimořádným výkonům se tento stroj zapsal do letecké historie celou řadou rekordních letů — ne bezdůvodně si získal přízvisko Lockheed Plywood Bullet a lze zmínit, že vojenský stroj Y1C-17, dokončený v prosinci 1930, byl v té době nejrychlejším strojem amerického vojenského letectva. Za všechny letce lze na úvod zmínit alespoň několik málo jmen, s Vegou spojených: polární letci Capt. George Hubert Wilkins (později Sir Hubert Wilkins) a Carl Ben Eielson, dále dodnes světoznámá Amelia Mary Earhartová, slečna Ruth Rowland Nicholsová (její jméno je dnes již takřka zapomenuto, létala mj. na stroji Vega 5A Special, c/n 619, nesoucí jméno The New Cincinnati a s registrací NR496M), či jednooký pilot indiánského původu Wiley Post — ten s Vegou, mimo jiné, postupně uskutečnil hned dva lety kolem světa — první na stroji Vega 5B, nesoucím jméno The Winnie Mae, spolu s Haroldem Gattym, mezi 23. červnem a 1. červencem 1931; podruhé letěl Post na témže stroji sám, let se uskutečnil mezi 15. a 23. červencem 1933 — tentokrát šlo o první sólo let kolem světa.

## Vznik a vývoj
Letoun Vega byl první konstrukce nového výrobce Lockheed. Navrhl jej konstruktér John Knudsen Northrop. Prototyp letounu Lockheed Vega 1 (sériové číslo 1, NX913) poprvé vzlétl 4. července 1927 z letiště Rogers Airport v Los Angeles. Řídil jej zkušební pilot Edward „Eddie“ A. Bellande.
Jméno Vega ovšem ve skutečnosti nesly hned tři modely firmy Lockheed, stroje Lockheed 1 (ty byly poháněny různými verzemi hvězdicového devítiválce Wright Whirlwind J5, v dopravní verzi nesly pilota a čtyři cestující), Lockheed 2 (ty se odlišovaly především montáží výkonnějších motorů Whirlwind J6) a Lockheed 5 („pětky“ poháněly různé verze devítiválce Pratt & Whitney Wasp, většina těchto strojů byla přímo od výrobce dodána již s krytem motoru typu NACA). Každý z modelů vznikl v několika modifikacích.

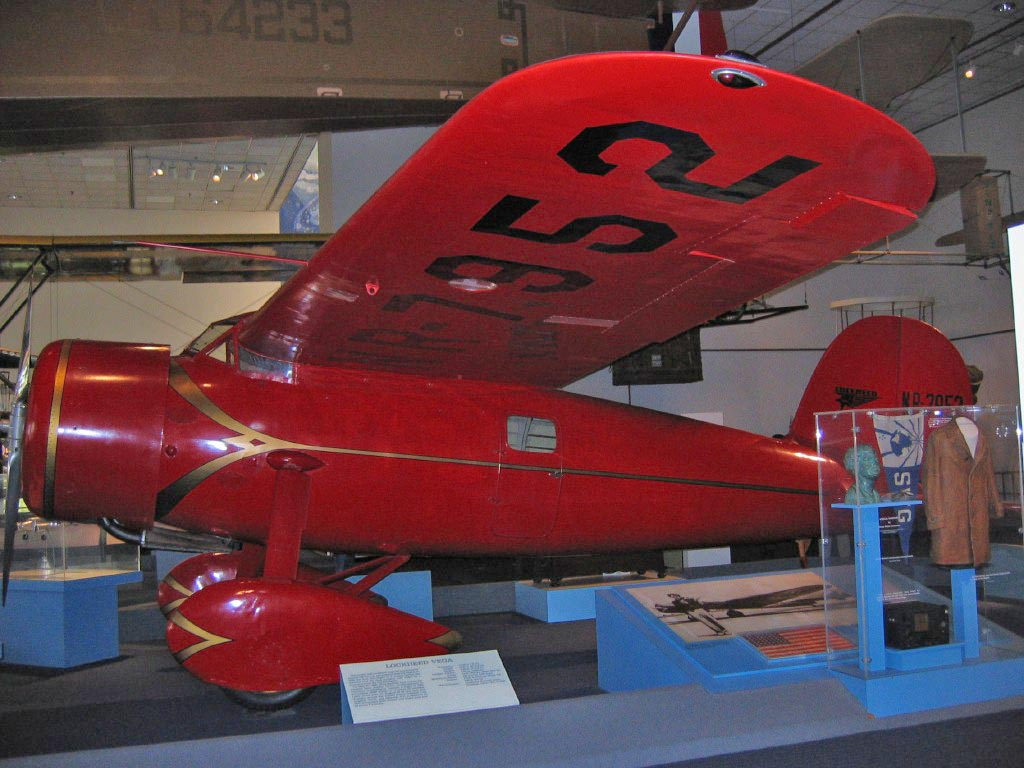
Červeně zbarvený stroj Lockheed Vega 5B s civilní registrací NR7952, na kterém Amelia Earhartová získala dva oficiálně zaregistrované světové rekordy; původně šlo o stroj Vega 5 (stroj c/n 22), po havárii byl přestavěn do standardu Vega 5B, s využitím trupu letounu c/n 68; stroj je nyní vystavován v National Air and Space Museum, Washington, DC

Vega ve své době představovala velice radikální konstrukci, doslova průlom do tehdejší aerodynamické koncepce. Letoun měl samonosné celodřevěné křídlo s poměrně tlustým profilem, skořepinový dřevěný trup s plně uzavřenou kabinou (u většiny postavených letounů, několik strojů mělo otevřenou kabinu pilota), a kapotovaný pevný podvozek záďového typu. Výjimečná byla i výrobní technologie, zejména v případě výroby poloskořepinového trupu s překližkovým nosným potahem — potah trupu byl vylisován ve dvou polovinách z dřevěných dýh slepených pryskyřicí, předem sestavených v montážním přípravku. Poté byl pod tlakem vytvarován do betonové formy (negativního kopyta), kde došlo k vytvrzení lepidla. Takto vzniklá tuhá skořepina vyžadovala jen minimum vnitřních výztuh, což vedle dalšího zjednodušovalo výrobu (a pochopitelně omezený počet stavebních dílů měl příznivý vliv i na výrobní cenu stroje). Samonosné křídlo s profilem Clark Y, s relativní tloušťkou u kořene 18 %, bylo technologicky vcelku klasické konstrukce, dá se říci že připomíná celodřevěná křídla známá z tehdejších letounů holandské firmy Fokker. Většina postavených letounů byla již od výrobce dodána se zakrytým motorem, zpočátku prstencem Townend, později s aerodynamicky čistším prstencem NACA.
Firma Lockheed Aircraft Comp. samostatně působila jen do července 1929 (ostatně nebyl to první konec samostatného leteckého podnikání bratrů Allana a Malcolma Lougheadových — předcházející Loughead Aircraft Manufacturing Company působila jen do roku 1921), kdy byla zakoupena společností Detroit Aircraft Corporation, a pod jménem Detroit-Lockheed Aircraft Co. působila nadále. Byl u ní vyvinut typ DL-1 Vega, který měl nový samonosný poloskořepinový trup, vyrobený z duralu (kovové trupy se stavěly v Detroitu, křídla v kalifornském Burbanku, kde byly stroje i nadále montovány a zalétávány). To již ale bylo bez Jacka Northropa, který po odchodu od Lockheedů založil vlastní podnik (aby jeho konstrukce opět byly na samé špici technického vývoje — zatímco v Detroitu vyvíjejí celokovový trup pro Vegu, Northrop pracuje na celokovovém dolnoplošníku Alpha). Práce na konstrukci nového trupu tak vedl nový muž, Gerard Freebairn „Jerry“ Vultee, ovšem ani on u firmy dlouho nezůstal. První DL-1, c/n 135, byl dokončen v únoru 1930; právě na tomto stroji, nesoucím registraci NC497H, získala Amelia Earhartová některé rychlostní rekordy (A. M. Earhartová létala na celkem šesti různých strojích Vega). Ovšem oproti původnímu typu, který se vyráběl i nadále, se DL-1 příliš nerozšířil, vzniklo jich pouze devět (včetně dvou pro USAAC).

## Nasazení u civilních leteckých dopravců

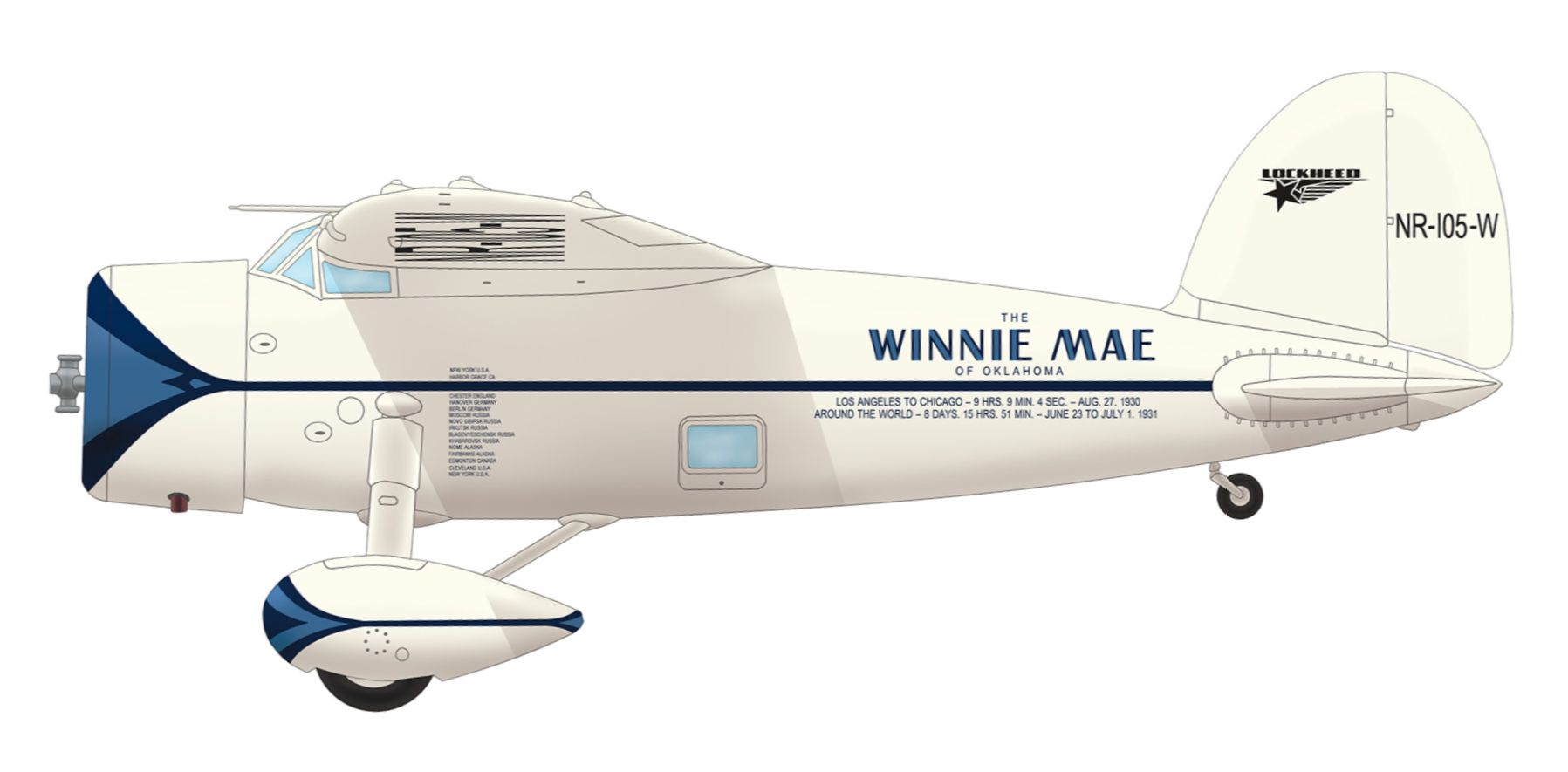
Lockheed Vega 5C „Winnie Mae“ v podobě z roku 1933. Wiley Post tento letoun v červnu a červenci 1931 použil k rekordnímu letu kolem světa

Malé elegantní stroje Lockheed Vega sice dnes jsou v povědomí především díky celé řadě rekordů, ale ve své době šlo v první řadě o jeden z nejrozšířenějších „malých“ dopravních letounů na celém americkém kontinentě — jen v USA je postupně provozovalo alespoň 41 leteckých společností, věnujících se pravidelné přepravě osob a nákladů (nepočítaje řadu soukromých provozovatelů, které měly Vegu jako firemní stroj pro služební lety; „průkopníkem“ na tomto poli v té době byly zejména velké olejářské společnosti, kde začínal třeba i později slavný Wiley Post). Největším provozovatelem typu v USA byla společnost Braniff Airways, ta je provozovala od roku 1930 až do roku 1939. Mimo USA létal největší počet těchto strojů v Mexiku, kde jich bylo v civilním registru zapsáno celkem 26, největším tamním provozovatelem byla firma Lineas Aéreas Mineras S.A. Mimo to dvě Vegy byly registrovány u leteckých dopravců v Nikaraguyi, po jednom stroji pak v Argentině, Austrálii, Kanadě, Kostarice, Norsku, Panamě, a ve Spojeném království Velké Británie a Severního Irska. 

## Vojenské použití
Nasazení u ozbrojených sil představuje z celkového pohledu u Vegy, vzhledem k celkovému počtu vyrobených letounů, jen okrajovou epizodu. První byl stroj Detroit-Lockheed DL-1, c/n 158, který zakoupil k otestování americký armádní letecký sbor (United States Army Air Corps). Poháněl jej motor Pratt & Whitney R-1340-7 s výkonem 450 hp (R-1340 je vojenské označení motoru P&W Wasp). Byl zkoušen a posléze až do května roku 1935 používán pod označením Y1C-12, kdy byl odepsán a zrušen. Bylo mu přiděleno sériové číslo 31-405, a až do svého odepsání nalétal 999 hodin.
Dalším strojem u USAAC byla Vega DL-1B Special (c/n 159), létající se seriálem 31-408 (typové označení Y1C-17). Tento stroj poháněl motor R-1340-17, s maximálním výkonem 500 hp (cca 372,9 kW). Byl dokončen v prosinci 1930, a s rychlostí 221 mph (355 km/h) byl v tu chvíli nejrychlejším letounem USAAC. Stroj byl připravován pro pokus o získání rychlostního rekordu v non-stop přeletu USA ve východním směru, s pilotem Capt. Irou C. Eakerem. Capt. Eaker se strojem vzlétl v kalifornském Long Beach 10. března 1931, ale pro poruchu na palivové instalaci byl nucen nouzově přistát v Kentucky; stroj byl při přistání poškozen a posléze jako neopravitelný odepsán (do nouzového přistání překonal vzdušnou čarou vzdálenost 1740 mil v čase 7 hodin 20 minut, tedy dosáhl — byť s přispěním příznivého větru — průměrné rychlosti kolem 381 km/h).
Poslední setkání Vegy s americkým vojenským letectvem bylo zapříčiněno vstupem USA do války — jako značný počet jiných civilních strojů, v United States Army Air Forces se roku 1942 ocitl i letoun Vega 5C c/n 210, doposud létající s civilní registrací NC14236. V letectvu dostal přiděleno typové označení UC-101 a vojenské sériové číslo 42-94148. V roce 1944 se vrátil civilnímu uživateli (dostal novou registrační značku NC48610), ale dlouho nelétal — 9. června 1945 byl zcela zničen při havárii v texaském El Pasu.
Jedna Vega se také dostala do služby u vojenských sil během občanské války ve Španělsku, na straně legitimní republikánské vlády. Šlo o letoun Vega 5B, c/n 103, původně létající v USA s registrací NC534M (později létal v zahraničí, u stroje c/n 103 jsou ještě prokazatelně doložené registrační značky XA-BHI a XB-AAD). Bohužel ale detaily jeho služby ani konečný osud nejsou známé. 

## Specifikace (Vega 5C)

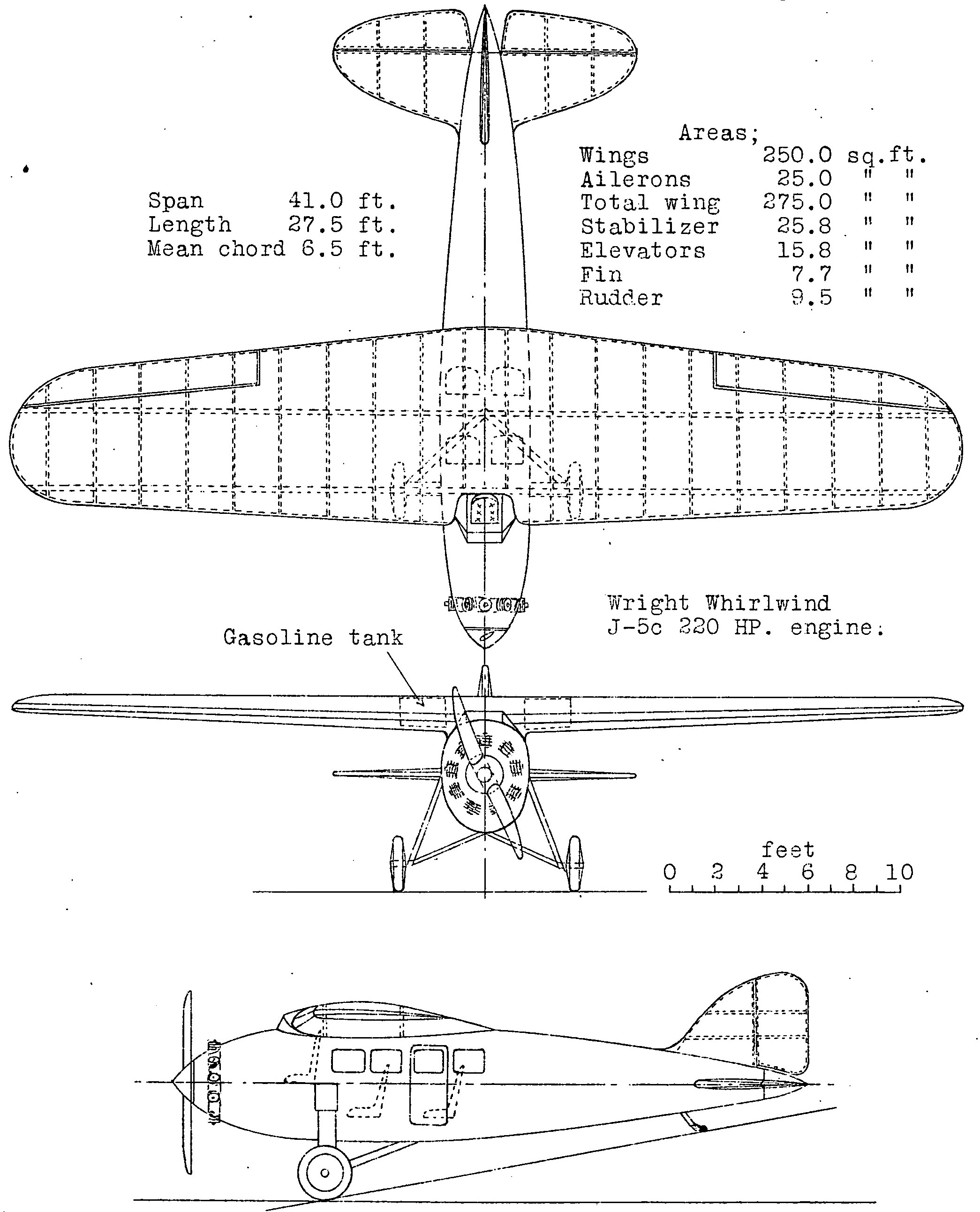
Lockheed Vega

### Technické údaje
- Osádka: 1 (pilot)
- Kapacita: 6 cestujících
- Rozpětí: 12,497 m
- Délka: 8,382 m
- Výška: 2,591 m
- Nosná plocha: 25,548 m²
- Hmotnost prázdného letounu: 1163 kg
- Vzletová hmotnost: 2041 kg
- Pohonná jednotka: 1 × hvězdicový vzduchem chlazený devítiválec Pratt & Whitney Wasp C1
  - výkon pohonné jednotky: 450 hp (335 kW)

### Výkony
- Maximální rychlost: 298 km/h
- Cestovní rychlost: 266 km/h
- Dostup: 5791 m
- Počáteční stoupavost: 396 m/min
- Dolet: 1166 km